# 阿兰·博格西安
阿兰·博格西安（法語：Alain Boghossian，1970年10月27日—），法國前足球運動員，司職中場，現已退役。

## 生平
博格西安早年長時間都是在法甲球會馬賽裡度過，1992年他曾轉會一年，至1993年重返馬賽。1994年轉到意大利加盟拿玻里，輾轉到帕爾馬。博格西安平生的職業生涯，最成功者都是在帕爾馬渡過，如他曾為帕爾馬贏得1999年歐洲足協杯，當時各成員裡還包括一些著名球星，如基斯普、杜林、簡拿華路和保方。
國際賽方面他於1998年入選國家隊出戰當屆世界杯，結果法國成為世界杯冠軍，博格西安也成為冠軍隊成員。兩年後他亦隨國家隊成為2000年歐洲國家杯冠軍隊成員。雖然長時間都是在後備居多，人氣也較部份隊友如施丹、亨利、巴夫斯為低，但博格西安一直是國家隊常客。
隨著年事已高，博格西安先於2002年退出國家隊，再於同年轉會西班牙的愛斯賓奴，一年後宣佈退役。

## 榮譽
- 世界杯冠軍：1998
- 歐洲國家杯冠軍：2000
- 歐洲足協杯：1999